# کازیروو
کازیروو (انگلیسی: Kazyrovo) یک شهرک در شهرستان اوفیمسکی استان باشقیرستان کشور روسیه است.